# American Football (LP1)
American Football, también llamado retrospectivamente como LP1, es el primer álbum de estudio de la banda de rock estadounidense homónima, lanzado el 14 de septiembre de 1999 por medio de Polyvinyl. Fue grabado poco después de que el grupo publicara su EP debut a través de la misma discográfica en octubre de 1998. La banda, conformada por el vocalista y guitarrista Mike Kinsella, el guitarrista Steve Holmes, y el baterista Steve Lamos, grabó el álbum en Private Studios de Urbana, Illinois, donde fue producido por Brendan Gamble.
Pese a que American Football recibió una recepción positiva por parte de la crítica y las emisoras radiales de Estados Unidos, la banda se separó poco después de su lanzamiento. En las siguientes décadas, el álbum se revalorizó como uno de los más importantes discos de midwest emo de los años 1990, llegando a obtener un estatus de culto. En mayo de 2014, un mes después de que American Football anunciara su regreso, Polyvinyl reeditó una edición de lujo del álbum, la gran demanda de este causó que su sitio web cayera y que eventualmente alcanzara el puesto 68 en la US Billboard 200. Un videoclip de «Never Meant» dirigido por Chris Strong, diseñador de la portada original de American Football, fue publicado un mes después.

## Antecedentes
Mike Kinsella, líder del grupo, anteriormente había tocado batería en las bandas chicagüenses Cap'n Jazz y Joan of Arc, ambas junto a su hermano Tim. En 1997, mientras iba a la Universidad de Illinois, Mike formó The One Up Downstairs con el baterista Steve Lamos, y los hermanos Allen y David Johnson, con él mismo de vocalista y guitarrista. The One Up Downstairs se separó poco antes de que su primer trabajo de estudio pudiera llegar a ser impreso y publicado por Polyvinyl Record. Tiempo después, Lamos empezó a tocar junto al guitarrista Steve Holmes, compañero de cuarto de Mike, quien pensó que «podría añadir algo» al dúo, resultando así en los tres formando American Football. El nombre de la banda fue elegido por un póster que la novia de Lamos había visto, en este se leía: «Venga a ver fútbol americano [american football], los atletas más sobrepagados del mundo».
Kinsella se encargó de estructurar mejor al grupo, describiendo la primera vez que se juntó con Lamos y Holmes como «[…] bastante casual. Sus ideas [musicales] eran extrañas y confusas». American Football se ubicaba en la ciudad de Champaign, donde se encuentra la Universidad de Illinois, y era inicialmente un proyecto paralelo, sin la intención de convertirse en un compromiso a tiempo completo, debido a «siempre hacer las cosas a medias», en palabras del propio Holmes. La primera canción que la banda escribió junta fue la instrumental «Five Silent Miles»; durante esa época solían escuchar a Steve Reich, y trataban de ver como tener dos guitarras interactuando entre sí. En octubre de 1998, la banda publicó un EP homónimo de tres canciones, entre ellas «Five Silent Miles».

## Composición y grabación
La revista Exclaim! describió el sonido inicial de American Football como una mezcla de indie rock y math rock, mientras que su álbum debut fue visto por la revista CMJ New Music Report como un disco emocore, resultado de un intento de Kinsella por recrear el sonido más roquero de los primeros trabajos de Joan of Arc. Según Kinsella, durante esos años escuchaba a The Cure, The Smiths y «mierda supertriste».

## Lista de canciones
Todas las canciones escritas y compuestas por American Football. 
| N.º   | Título                                          | Afinación            | Duración |  |
| 1.    | «Never Meant»                                   | Fa La Do Sol Do Mi   | 4:28     |  |
| 2.    | «The Summer Ends»                               | Mi La Re Sol Si Mi   | 4:46     |  |
| 3.    | «Honestly?»                                     | Re La Re La Do♯ Mi   | 6:10     |  |
| 4.    | «For Sure.»                                     | Fa La Do Sol Do Mi   | 3:16     |  |
| 5.    | «You Know I Should Be Leaving Soon»             | Mi La Re La Si Mi    | 3:43     |  |
| 6.    | «But the Regrets Are Killing Me»                | Mi La Do♯ Sol♯ Si Mi | 3:54     |  |
| 7.    | «I'll See You When We're Both Not So Emotional» | Mi Si Re♯ Fa♯ Si Re♯ | 3:42     |  |
| 8.    | «Stay Home»                                     | Fa La Do Sol Do Mi   | 8:10     |  |
| 9.    | «The One with the Wurlitzer»                    | Mi Si Re♯ Sol♯ Si Mi | 2:43     |  |
| 40:52 |                                                 |                      |          |  |

Disco adicional Deluxe Edition
| Pistas de bonificación |                                                                            |          |  |
| N.º                    | Título                                                                     | Duración |  |
| 1.                     | «Intro» (live at the Blind Pig, Champaign, IL, 1997)                       | 0:28     |  |
| 2.                     | «Five Silent Miles» (live at the Blind Pig, Champaign, IL, 1997)           | 3:39     |  |
| 3.                     | «Untitled #1 (The One with the Trumpet)» (boombox practice session, 1998)  | 3:43     |  |
| 4.                     | «Untitled #2» (boombox practice session, 1998)                             | 2:13     |  |
| 5.                     | «Stay Home» (boombox practice session, 1998)                               | 5:58     |  |
| 6.                     | «Untitled #3» (boombox practice session, 1998)                             | 7:09     |  |
| 7.                     | «Never Meant» (4-track album prep, 1999)                                   | 3:38     |  |
| 8.                     | «But the Regrets Are Killing Me» (4-track album prep, 1999)                | 3:46     |  |
| 9.                     | «I'll See You When We're Both Not So Emotional» (4-track album prep, 1999) | 3:52     |  |
| 10.                    | «The 7's» (live at the Blind Pig, Champaign, IL, 1997)                     | 7:26     |  |
| 41:52                  |                                                                            |          |  |

## Personal
Créditos adaptados de las notas de álbum.
American Football
- Steve Holmes – guitarras, teclados (3), Wurlitzer (9)
- Steve Lamos – batería, pandereta (1, 6), sacudidor (2), trompeta (2, 4, 9), bajo (7)
- Mike Kinsella – voz (1-4, 6-8), guitarras (1-6, 8-9), guitarra acústica (6), bajo (4, 7)

Producción
- Brendan Gamble – grabación
- Chris Strong – fotografía
- Chris Strong, Suraiya Nathani – diseño

## Posicionamiento en listas
| Listas (2014)                                | Mejor posición |
| -------------------------------------------- | -------------- |
| Estados Unidos (Billboard 200)               | 68             |
| Estados Unidos (Billboard Catalog Albums)    | 5              |
| Estados Unidos (Billboard Tastemaker Albums) | 22             |
| Estados Unidos (Billboard Vinyl Albums)      | 3              |